# Patti Smith
Patti Smith (Chicago, Illinois, 1946. december 30. –) amerikai énekesnő, író és képzőművész. Bemutatkozó albuma (Horses) bekerült minden idők 100 legfontosabb lemeze közé.
Anyja dzsesszénekesnő, közben pincér is volt. Apja egy gyárban dolgozott.
A Rolling Stones, Jimi Hendrix, Jim Morrison, Bob Dylan, William Burroughs és Arthur Rimbaud volt rá nagy hatással. Verseket kezdett írni. 1974-ben két kötete jelent meg (Seventh Heaven, Witt). Rábeszélték, hogy verseit maga adja elő zenekar kíséretével.
A punkzene keresztanyjának szokták nevezni.

## Diszkográfia
| Stúdióalbumok - Horses (1975) - Radio Ethiopia (1976) - Easter (1978) - Wave (1979) - Dream of Life (1988) - Gone Again (1996) - Peace and Noise (1997) - Gung Ho (2000) - Trampin' (2004) - Twelve (2007) - Banga (2012) | Koncert albumok - Live aux Vieilles Charrues (2004) - Horses (2005) Válogatásalbumok - The Patti Smith Masters (1996) - Land (2002) - iTunes Originals (2008) EP-k - Hey Joe / Radio Ethiopia (1977) - Set Free (1978) |

## Művei
- Seventh Heaven (1972)
- Witt (1973)
- Babel (1978)
- Woolgathering (1992)
- Early Work (1994)
- The Coral Sea (1996)
- Patti Smith Complete (1998)
- Strange Messenger (2003)
- Auguries of Innocence (2005)

### Magyarul
- Kölykök; ford. Illés Róbert; Magvető, Bp., 2012

## Érdekesség
Bob Dylan Nobel-díját a díjnyertes költő távollétében Patti Smith vette át 2016-ban, Stockholmban.